# Rubén Cordano
Rubén Cordano Justiniano, noto semplicemente come Rubén Cordano (16 ottobre 1998), è un calciatore boliviano, portiere del Blooming e della nazionale boliviana.

## Carriera

### Club
Ha giocato nella prima divisione boliviana.

### Nazionale
Ha giocato nella nazionale boliviana Under-17.
Con la nazionale Under-20 boliviana ha preso parte al Sudamericano Under-20 2017 disputando quattro incontri.
Nel 2019 ha esordito nella nazionale maggiore boliviana.

## Statistiche

### Cronologia presenze e reti in nazionale
| Cronologia completa delle presenze e delle reti in nazionale ― Bolivia | Cronologia completa delle presenze e delle reti in nazionale ― Bolivia | Cronologia completa delle presenze e delle reti in nazionale ― Bolivia | Cronologia completa delle presenze e delle reti in nazionale ― Bolivia | Cronologia completa delle presenze e delle reti in nazionale ― Bolivia | Cronologia completa delle presenze e delle reti in nazionale ― Bolivia | Cronologia completa delle presenze e delle reti in nazionale ― Bolivia | Cronologia completa delle presenze e delle reti in nazionale ― Bolivia |
| Data                                                                   | Città                                                                  | In casa                                                                | Risultato                                                              | Ospiti                                                                 | Competizione                                                           | Reti                                                                   | Note                                                                   |
| ---------------------------------------------------------------------- | ---------------------------------------------------------------------- | ---------------------------------------------------------------------- | ---------------------------------------------------------------------- | ---------------------------------------------------------------------- | ---------------------------------------------------------------------- | ---------------------------------------------------------------------- | ---------------------------------------------------------------------- |
| 22-3-2019                                                              | Ulsan                                                                  | Corea del Sud                                                          | 1 – 0                                                                  | Bolivia                                                                | Amichevole                                                             | -1                                                                     |                                                                        |
| 14-6-2021                                                              | Goiânia                                                                | Paraguay                                                               | 3 – 1                                                                  | Bolivia                                                                | Coppa America 2021 - 1º turno                                          | -3                                                                     |                                                                        |
| 6-11-2021                                                              | Washington                                                             | El Salvador                                                            | 0 – 1                                                                  | Bolivia                                                                | Qual. Mondiali 2022                                                    | -                                                                      |                                                                        |
| 25-3-2022                                                              | Barranquilla                                                           | Colombia                                                               | 3 – 0                                                                  | Bolivia                                                                | Qual. Mondiali 2022                                                    | -3                                                                     |                                                                        |
| 30-3-2022                                                              | La Paz                                                                 | Bolivia                                                                | 0 – 4                                                                  | Brasile                                                                | Qual. Mondiali 2022                                                    | -4                                                                     |                                                                        |
| Totale                                                                 |                                                                        | Presenze                                                               | 5                                                                      |                                                                        | Reti                                                                   | -11                                                                    |                                                                        |